# Hypnum miquelii
Hypnum miquelii là một loài Rêu trong họ Hypnaceae. Loài này được Sande Lac. mô tả khoa học đầu tiên năm 1868.